# Villa Eupalinos
Ne doit pas être confondu avec Maison Eupalinos.

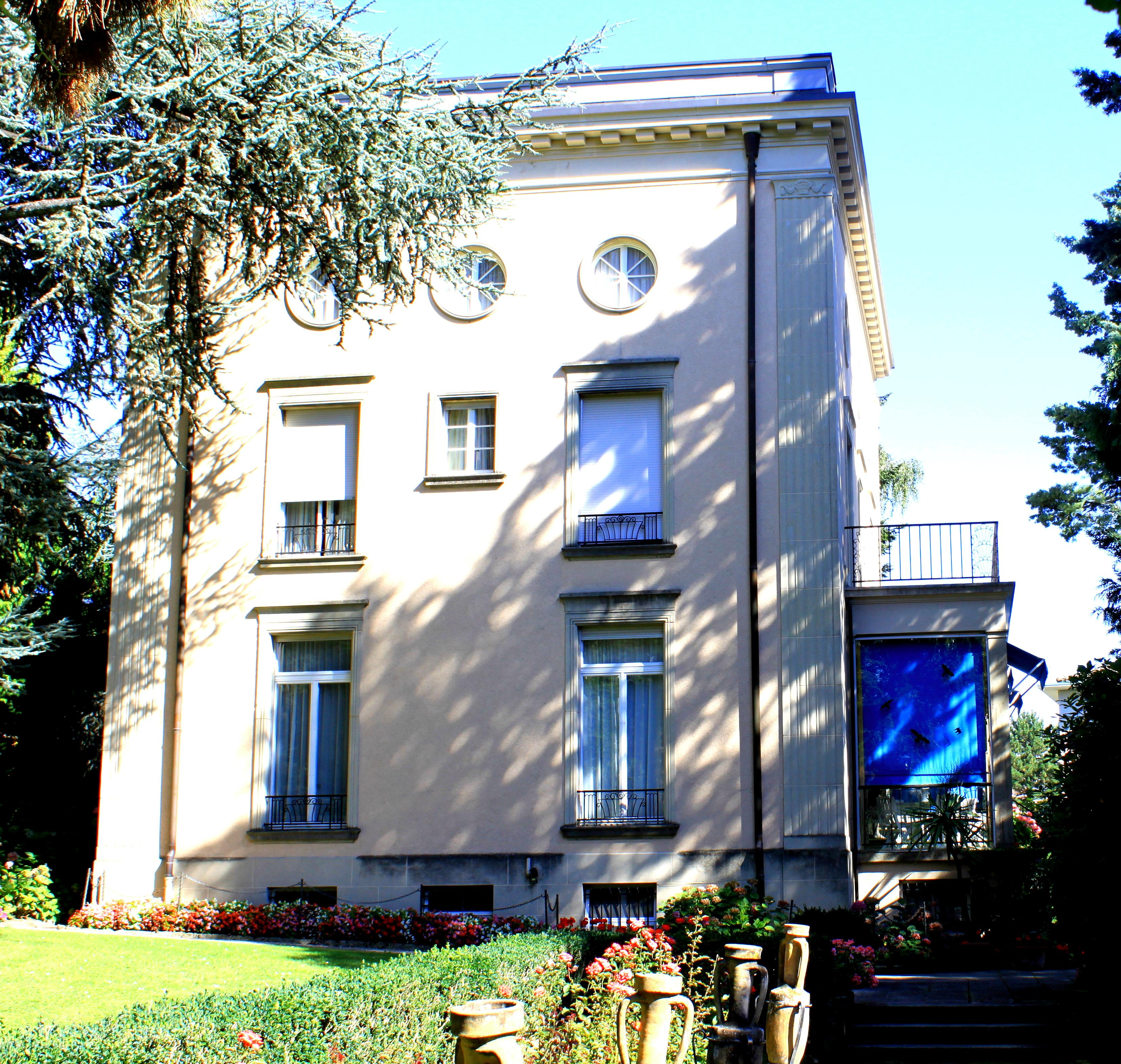
Façade ouest de la villa Eupalinos.

La villa Eupalinos ou « villa Stern » est une maison de maître située sur le territoire de la commune vaudoise de Pully, en Suisse.

## Histoire
Charles Stern (1886-1940) est fils du banquier Louis Stern (1840-1900) qui lui a laissé une importante fortune. Après une courte expérience d'employé de banque dans l'affaire familiale, Charles Stern se consacre aux arts sous toutes ses formes. Peintre, décorateur et mécène menant une vie mondaine à Passy, il construit à Paris un immeuble de rapport (55, boulevard Lannes)  où il se réserve un luxueux appartement qu'il fait décorer et meubler par divers artistes. Une rupture sentimentale aurait pu motiver son établissement en Suisse.
Il achète en 1926 un vaste terrain dans les hauts de Pully (Boulevard de la Forêt), sur lequel il fait édifier dès 1927 une maison moderniste. Les plans sont de l'architecte Émile Colia fils (1895-1949), sur la base de croquis non connus du maître de l'ouvrage. Lors de la mise à l'enquête du projet en janvier 1927, Colia précise: "La villa, d'un style florentin peu à la mode chez nous, mais qui, posée sur un terrain de 18'000m2 [...] présentera une des plus belles campagnes de notre territoire".
Stern confie à l'architecte lausannois Henri-Robert Von der Mühll l'aménagement intérieur de la villa et la conception du jardin. À la suite d'un conflit entre le maître d'ouvrage et l'architecte en 1928, c'est le paysagiste Charles Lardet qui termine les travaux du parc entre 1929 et 1933.
Le nom d'Eupalinos évoque Eupalinos de Mégare, ingénieur de la Grèce antique du VIe siècle av. J.-C., et fait écho à un texte de Paul Valéry publié en 1921, Eupalinos ou l'Architecte, qui célèbre sous la forme d'un dialogue platonicien l'idéal esthétique de l'Antiquité grecque. Cet esprit classique se retrouve dans les formes de la maison, mais surtout dans celles du parc, dont l'ordonnancement régulier renvoie aux jardins de la Renaissance italienne et du classicisme français. L'axe principal du jardin est défini par la villa, les bassins en cascade et les escaliers, au pied desquels figurent deux statues de Milo Martin.
Exceptionnellement bien préservé, le parc est inscrit à l'Inventaire suisse des biens culturels d'importance nationale et régionale.
L'aménagement intérieur conçu par Von der Mühll (mobilier, décor), aujourd'hui perdu, s'inscrivait quant à lui dans un style Art déco aux accents cubistes.